# Farmaco antalgico

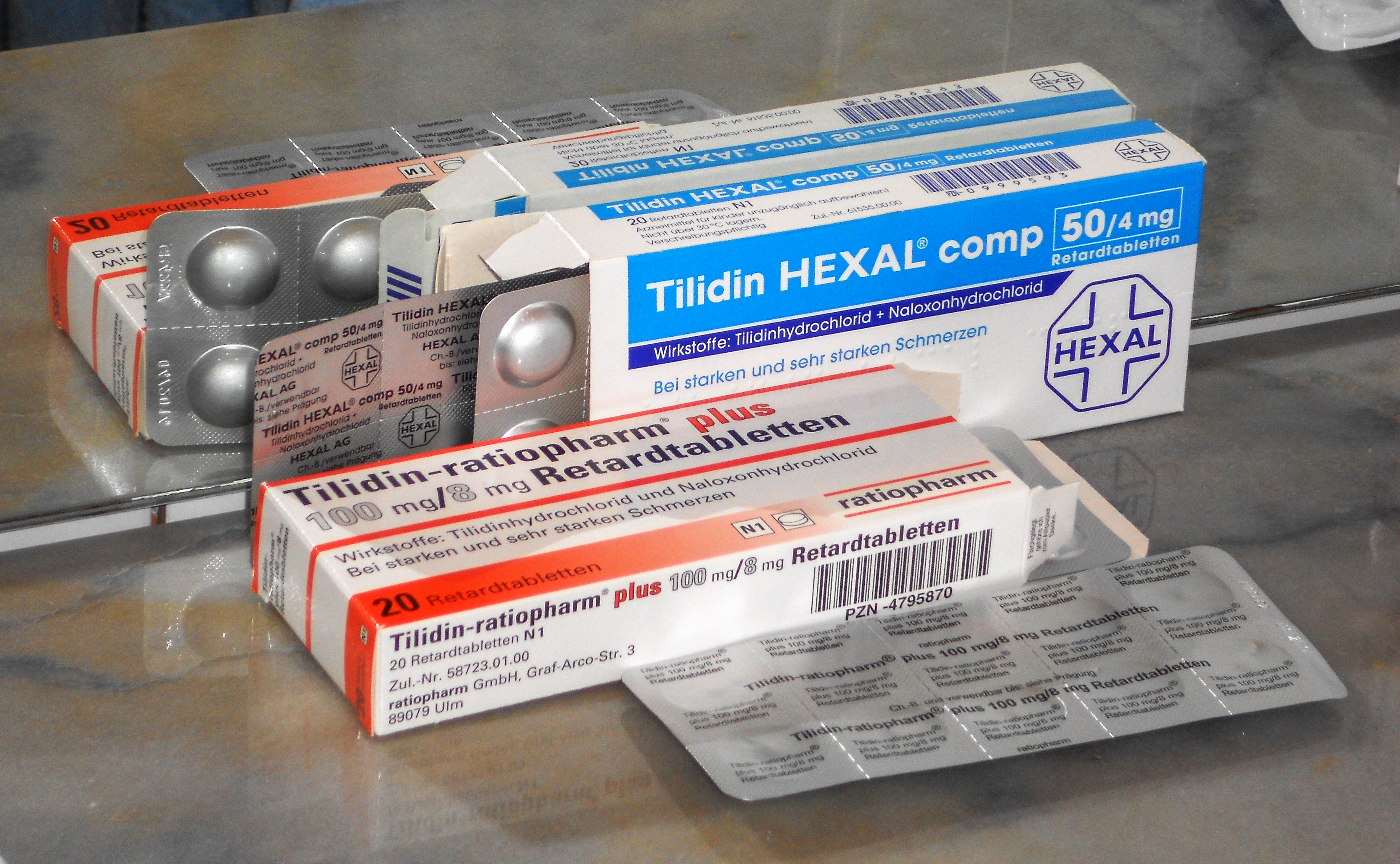
Confezioni di farmaci analgesici

Un farmaco antalgico o analgesico (o antidolorifico) è medicamente utilizzato per lenire il dolore riducendolo, senza però intervenire sulle cause che l'hanno provocato. Lo stato di salute a cui conducono si dice appunto analgesia.

## Classificazione
Questa classe di farmaci comprende molecole molto diverse tra loro e principalmente:
- paracetamolo: antipiretico senza attività antinfiammatoria
- FANS
- anticonvulsivanti: principalmente gabapentin, pregabalin carbamazepina e valproato sodico,
- antidepressivi triciclici quali amitriptilina
- cannabinoidi, oppiacei.

La terapia del dolore classifica abitualmente le diverse classi di farmaci analgesici disponibili secondo tre livelli crescenti: i dolori non più trattabili possono essere gestiti "scalando" verso l'alto il tipo di farmaco usato. Al modificarsi dei livelli si modificano però le controindicazioni e gli effetti collaterali. È sempre necessaria una stretta supervisione medica sull'uso dei farmaci antalgici stessi, per evitare seri rischi sanitari.

## Primo livello: paracetamolo e FANS
I farmaci appartenenti a questa classe possono essere classificati in base alla loro attività: antinfiammatoria, antipiretica, analgesica. Il loro meccanismo d'azione si basa probabilmente su un blocco della produzione di mediatori flogistici, quali le prostaglandine.
La loro azione antipiretica si ha a livello del centro ipotalamico, che regola la temperatura corporea mantenendola pressoché costante. Questi farmaci, quindi, combattono la febbre.
Un farmaco antalgico non oppioide di questa classe comunemente usato è il paracetamolo (principio attivo di Tachipirina ed Efferalgan), pur non essendo uno dei più efficaci farmaci analgesici. La concentrazione plasmatica terapeutica si raggiunge dopo 90 minuti dalla somministrazione orale; la durata d'azione è di 4 ore. La posologia abituale è fino ai tre grammi al giorno. A differenza dei FANS non è dotato di tossicità gastrica e renale, bensì di tossicità epatica.
Gli antinfiammatori non steroidei (FANS) agiscono soprattutto a livello periferico, principalmente per inibizione della sintesi delle prostaglandine. Ciò avviene grazie al blocco di due enzimi coinvolti nella conversione dell'acido arachidonico in prostaglandine: gli enzimi COX1 (costitutivo) e COX2 (costitutivo in determinati compartimenti organici ed inducibile in determinati processi fisio-patologici).
Una recente meta-analisi che ha considerato i risultati di 639 trial clinici per un totale di 300.000 persone coinvolte, ha determinato che l'uso prolungato di alcuni antidolorifici della famiglia dei FANS è associato ad un aumento del rischio di eventi vascolari quali infarto, ictus e morte per eventi cardiovascolari. Pertanto, viene suggerito che la scelta di una terapia di lunga durata con FANS debba essere fatta in modo ragionato, scegliendo l'antidolorifico giusto (soprattutto se è presente rischio  cardiovascolare), e informando adeguatamente il paziente circa i potenziali rischi legati a questi farmaci.

## Secondo livello: Oppioidi deboli
In questa classe di oppioidi vengono normalmente classificati farmaci quali:
- codeina,
- tramadolo
- tapentadolo

L'effetto indesiderabile di questi medicamenti sono la nausea, la sonnolenza e la costipazione.

## Terzo livello: gli Oppioidi forti
Esempio tipico, la morfina.
- Ossicodone
- Idromorfone
- Fentanyl
- Metadone

Vengono utilizzati per la gestione dei dolori di elevata intensità, acuti o cronici, non adeguatamente gestibili con i farmaci di livello inferiore. Pur essendo decisamente più potenti della classe degli oppiacei deboli, e relativamente maneggevoli, sono utilizzabili  sotto stretta supervisione medica.
Per ridurre gli effetti collaterali degli oppiacei (depressione respiratoria, tolleranza, dipendenza, euforia o alterazioni dello stato di coscienza, stipsi), senza impattare sul potere analgesico e sulla possibilità di utilizzo anche ad alte dosi e a lungo termine, esistono in commercio farmaci che associano un oppiaceo ad un anti-oppiaceo (in genere entrambi fuori brevetto) in un unico nuovo farmaco, in una opportuna combinazione, tale che la concentrazione di anti-oppioide è bassa al punto da non impattare sul potere analgesico del farmaco:

- Ossicodone/naloxone
- (+)-Naloxone, sempre in associazione ad un oppioide
- Morfina/naltrexone: non disponibile in commercio un farmaco in cui il naltrexone ha effetto clinico
- Idrocodone/paracetamolo
- Idrocodone/ibuprofene
- Ossicodone/paracetamolo
- Ossicodone/aspirina
- Fentanyl/fluanisone

I farmaci che associano questi due principi attivi non vanno confusi con gli oppiacei con tecnologia anti-abuso, in cui il principio attivo è solo l'oppiaceo, mentre l'antioppiaceo non ha effetto clinico e serve solo a impedire un impiego non appropriato e non medico.

## Tecnologie anti-abuso di oppiacei
A causa del fenomeno dei furti di antidolorifici presso le farmacie degli ospedali e private, e di un utilizzo degli oppiacei per via orale come droghe a basso costo da usare insieme a droghe vere e proprie, si tende a sostituirli con queste combinazioni, in cui l'antioppioide blocca gli effetti di euforia, rendendolo meno appetibile per chi ne vuole fare un uso non appropriato.
Il problema del dolore è molto sentito negli Stati Uniti e togliere i farmaci dal commercio a persone che devono vivere con dolori cronici, perché una parte della popolazione li usa per drogarsi, è una scelta attualmente troppo forte; considerando anche che le tecnologie anti-abuso sono sicuramente agli albori e che quindi per ora non offrono soluzioni veramente solide. 
L'oppioide può essere usato come droga se iniettato per endovena o nel muscolo.
Alcune associazioni oppioide-antioppioide in commercio hanno uno scopo meramente anti-abuso, anche se la funzionalità è quasi inesistente, per l'Ossicodone/Naloxone (Targin) se iniettato, sniffato... il Naloxone, avente affinità più alta rispetto all'ossicodone bloccherà l'effetto dell'oppioide agonista, ma avendo breve emivita (~45 min) dopo di essa l'agonista farà effetto, mentre nei preparati contenenti Buprenorfina/Naloxone (Suboxone) la Buprenorfina ha affinità assai più alta rispetto al Naloxone, infatti le compresse e i film sublinguali vengono comunemente e ampiamente abusati e iniettati.
La terapia del dolore ha un ampio e lucroso mercato potenziale. Pur con i vantaggi del caso, le tecnologie anti-abuso (che si potrebbero ottenere anche con preparati galenici) così come le associazioni di farmaci, sono un modo per sottoporre nuovamente a brevetto dei farmaci che, in realtà, sarebbero liberamente disponibili se presi singolarmente.